# Джен Клейтон
Джен Клейтон (англ. Jan Clayton; 26 серпня 1917, Тулароса, Нью-Мексико, округ Отеро)‎, США — 28 серпня 1983, Вест-Голлівуд, Каліфорнія, США) — американська акторка.

## Біографія
Клейтон на початку кар'єри знялася в кількох фільмах студії «Metro-Goldwyn-Mayer», але успіху досягла завдяки ролям у великих бродвейських мюзиклах, серед яких були Carousel і Show Boat. Широкої популярності, проте, вона домоглася завдяки ролі матері головного героя в класичному телесеріалі п'ятдесятих років "Лессі ". У 1957 і 1958 роках Клейтон номінувалася на премію «Еммі» за найкращу жіночу роль у драматичному телесеріалі, а в 1960 році отримала іменну зірку на Голлівудській алеї слави . Після відходу з шоу Клейтон, головним чином, була рідкісною гостею у таких серіалах, як «Димок зі ствола», «Поліцейська історія», «Вулиці Сан Франциско», «Дурні з Хаззарда» та «Човен кохання».
На додаток до акторської кар'єри, була відома своєю десятирічною боротьбою з алкоголізмом після смерті старшої дочки в автокатастрофі в 1956 році. Клейтон померла від раку в 1983 році.

## Особисте життя
З 1938 по 1943 була одружена з актором Расселом Гейденом, народила дочку. З 1946 по 1958 була одружена з адвокатом Робертом Лернером, народила дві дочки і сина. З 1966 по 1968 була одружена з піаністом Джорджем Грилі. У них не було дітей.

## Фільмографія
|      | Назва                               | Роль                  | Примітки |
| ---- | ----------------------------------- | --------------------- | -------- |
| 1938 | Стежка заходу сонця                 | Доррі Марш            |          |
| 1938 | У Старій Мексиці                    | Аніта Гонсалес        |          |
| 1939 | Малюк Ллано                         | Лупіта Сандовал       |          |
| 1940 | The Showdown                        | Сью Віллард           |          |
| 1940 | Польові ангели                      | Джейн Морроу          |          |
| 1940 | Батько - принц                      | Конні Бауер           |          |
| 1941 | Золото із шести пістолетів          | Пенні Бланшар         |          |
| 1942 | Закохані Едгара По                  | Молода мама По        |          |
| 1945 | Військово-морський флот цієї людини | Кеті Кортленд         |          |
| 1948 | Зміїна яма                          | співачка в ув'язненні |          |
| 1949 | Мисливці за вовками                 | Рене                  |          |